# Lechnica
Lechnica (deutsch Lechnitz, ungarisch Lehnic – bis 1907 Lechnic) ist eine Gemeinde im Norden der Slowakei mit 263 Einwohnern (31. Dezember 2024). Sie gehört zum Okres Kežmarok, einem Teil des Prešovský kraj und wird zur traditionellen Landschaft Zips gezählt.

## Geographie

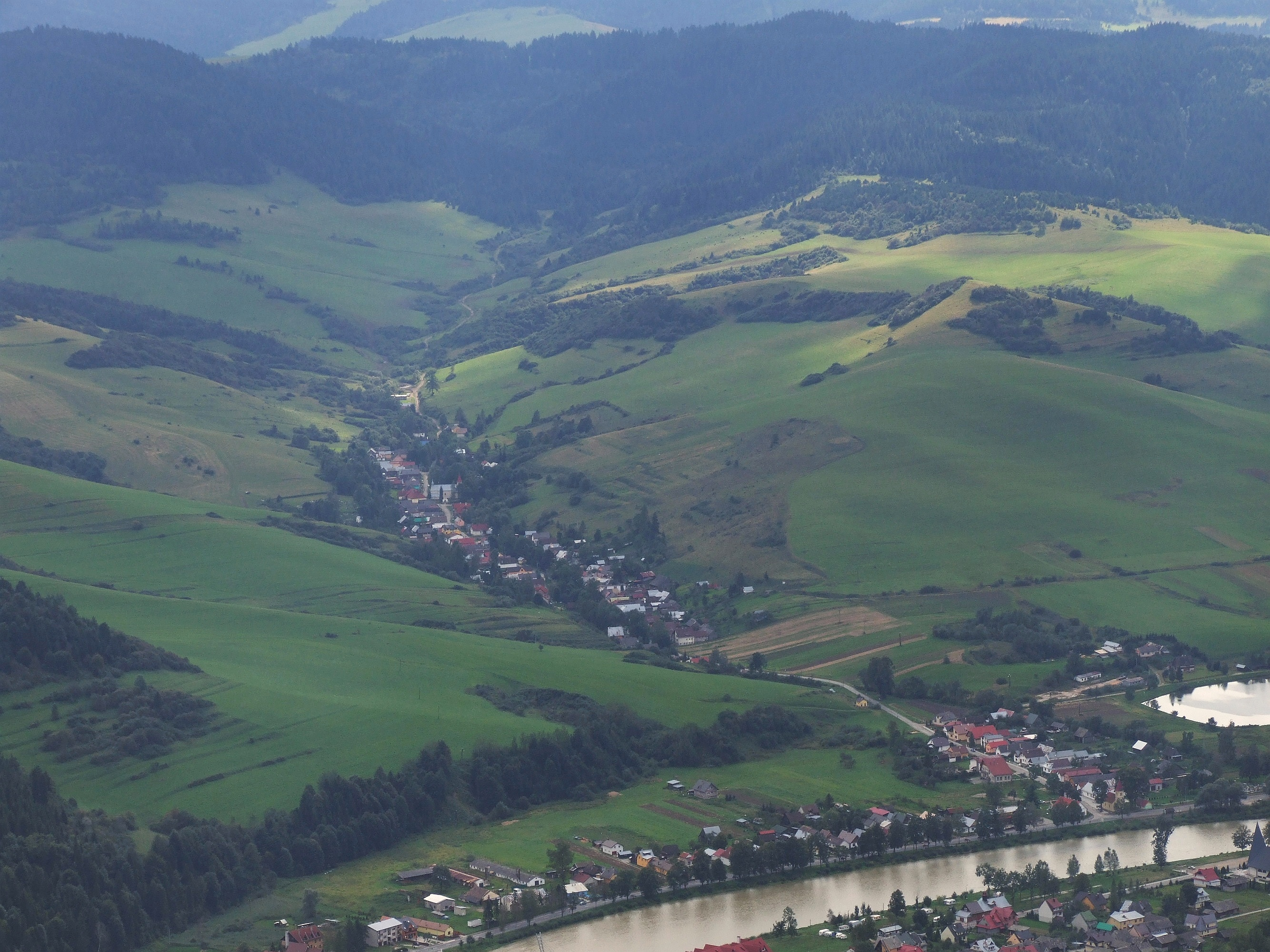
Blick auf Lechnica (in der Bildmitte) vom polnischen Berg Trzy Korony (deutsch Kronenberg)

Die Gemeinde befindet sich in der Zipser Magura im Tal des Baches Havka (Flusssystem Dunajec) nahe der Grenze zu Polen; zusätzlich liegt sie in der Nähe des Pieninen-Nationalparks. Das Ortszentrum befindet sich auf einer Höhe von 485 m n.m. und ist siebeneinhalb Kilometer von Spišská Stará Ves, 30 Kilometer von Stará Ľubovňa sowie 43 Kilometer von Kežmarok entfernt.
Nachbargemeinden sind Červený Kláštor im Norden, sehr kurz Czorsztyn (PL, Ortschaft Sromowce Niżne) und Lesnica im Nordosten, Haligovce im Osten, Veľká Lesná im Südosten, Havka im Süden und Spišská Stará Ves im Westen.

## Geschichte
Der Ort wurde im 13. Jahrhundert vom Geschlecht Berzeviczy gegründet und zum ersten Mal 1319 als Lechnicz schriftlich erwähnt. In diesem Jahr überließ der Magister Kokos den Ort mit einem 68 Lahn großen Grundstück an die Kartäuser vom Zufluchtfelsen im heutigen Slowakischen Paradies, die 1330 das Rote Kloster errichteten. Von diesem Zeitpunkt bis zur Auflösung der Klöster im Jahr 1782 sind Geschichte und Besitzverhältnisse mit jenen des Roten Klosters eng verwandt. Der letzte Grundstücksbesitzer war von 1820 bis zur Abschaffung der Leibeigenschaft im Jahr 1848 das griechisch-katholische Bistum von Eperies.
1787 zählte man 98 Häuser und 574 Einwohner und 1828 82 Häuser und 598 Einwohner, die in der Landwirtschaft und als Fuhrmänner beschäftigt waren.
Bis 1918 gehörte der im Komitat Zips liegende Ort zum Königreich Ungarn und kam danach zur Tschechoslowakei beziehungsweise heute Slowakei.

## Bevölkerung
| Jahr                | 1994 | 2004    | 2014     | 2024    |
| ------------------- | ---- | ------- | -------- | ------- |
| Anzahl der Personen | 287  | 315     | 266      | 263     |
| Unterschied         |      | +9,75 % | −15,55 % | −1,12 % |

| Jahr                | 2023 | 2024    |
| ------------------- | ---- | ------- |
| Anzahl der Personen | 260  | 263     |
| Unterschied         |      | +1,15 % |

Gemäß der Volkszählung 2011 wohnten in Lechnica 280 Einwohner, davon 265 Slowaken, je zwei Polen und Tschechen und ein Deutscher. Zehn Einwohner machten diesbezüglich keine Angabe. 264 Einwohner bekannten sich zur römisch-katholischen Kirche. Drei Einwohner waren konfessionslos und bei 13 Einwohnern wurde die Konfession nicht ermittelt.

## Bauwerke
- römisch-katholische Jodokuskirche im frühgotischen Stil aus dem 14. Jahrhundert, im 19. Jahrhundert erneuert